# Lothrop Stoddard
Theodore Lothrop Stoddard (ur. 29 czerwca 1883, zm. 1 maja 1950) – amerykański prawnik, publicysta i pisarz, propagator eugeniki oraz ograniczenia napływu emigrantów do USA, autor wielu książek z lat 20. XX wieku.

## Publikacje
- The French Revolution in San Domingo. Nowy Jork: Houghton Mifflin, 1914.
- Present-day Europe, its National States of Mind. Nowy Jork: The Century Co., 1917.
- The Rising Tide of Color Against White World-Supremacy. Nowy Jork: Charles Scribner’s Sons, 1920.
- The New World of Islam. Nowy Jork: Charles Scribner’s Sons, 1921.
- The Revolt Against Civilization: The Menace of the Under Man. Nowy Jork: Charles Scribner’s Sons, 1922.
- Racial Realities in Europe. Nowy Jork: Charles Scribner’s Sons, 1924.
- Social Classes in Post-War Europe. Nowy Jork: Charles Scribner’s Sons, 1925.
- The Story of Youth. Nowy Jork: Cosmopolitan book corporation, 1928.
- Luck, Your Silent Partner. Nowy Jork: H. Liveright, 1929.
- Master of Manhattan, the life of Richard Croker. Londton: Longmans, Green and Co., 1931.
- Lonely America. Garden City, Nowy Jork: Doubleday, Doran, and Co., 1932.
- Clashing Tides of Color. Nowy Jork: Charles Scribner’s Sons, 1935.
- Into the Darkness: Nazi Germany Today. Nowy Jork: Duell, Sloan & Pearce, inc., 1940.